# Kwak Min-jung
Kwak Min-jung (* 23. Januar 1994 in Seoul) ist eine ehemalige südkoreanische Eiskunstläuferin, die im Einzellauf startete.
Sie begann mit dem Schlittschuhlaufen im Alter von fünf Jahren. Kwak wurde bei den südkoreanischen Eiskunstlaufmeisterschaften 2010 Zweite und 2011 Dritte im Einzellauf. Vor den Olympischen Winterspielen 2010 zog sie nach Toronto (Kanada), um bei Brian Orser zu trainieren, der zu diesem Zeitpunkt auch Kim Yu-na trainierte. Sie qualifizierte sich für den Wettbewerb im Eiskunstlauf bei den Olympischen Winterspielen 2010, wo sie Platz 13 erzielte. 
Nach Kim Yu-nas Trennung von Brian Orser endete auch die Zusammenarbeit mit Kwak im August 2010. Kwak nahm an drei Weltmeisterschaften teil, wobei ihr 2010 und 2012 die Qualifikation für das Kurzprogramm gelang.